# Mehmed I Giray
Mehmed I Giray (1464-1523) fou kan de Crimea del febrer del 1515 a l'octubre/novembre de 1523. Era fill i kalghay (hereu) de Meñli I Giray, sent el primer kalghay designat (el títol, equivalent a príncep hereu, el va crear el seu pare). Era borratxo i molt aficionat a les dones i en pujar al tron va nomenar kalghay al seu germà Bahadur Giray mentre un altre germà, Sihab Giray, era enviat com a ostatge a Constantinoble.
Inicialment va tenir relacions respectuoses amb Moscou però subornat pel rei Segimon de Polònia-Lituània aviat va començar a exigir a Rússia la devolució de Briansk, Starodub, Novgorod-Severski, Putivle i altres ciutat a Lituània i a pagar tribut per Odoev; aquestes demandes van anar acompanyades d'una amenaça de guerra; Basili de Moscou va intrigar amb el khalgay Bahadur (que sembla la mateixa persona que Ahmad Giray), governador d'Otxàkiv o Ozü, i amb altres notables; la tensió es va rebaixar posteriorment, però en un moment hi va haver una ràtzia a Rússia dirigida per Bahadur, fill del kan, que va devastar Mechersk i Riazan, acte formalment desaprovat pel seu pare.
Fou adversari del sultà Selim I, si bé no va tenir conflicte amb aquest perquè estava ocupat en les guerres contra Pèrsia i els mamelucs, i va morir el 1521. En contra del príncep de Moscou, Basili III (1505-1533) va fer aliança amb la Confederació de Polònia i Lituània, però en alguns moments es va acostar al príncep moscovita.
El tron de Kazan va quedar vacant a la fi de 1518 i el kan de Crimea temia que fos donat a un príncep d'Astracan. Mehmed proposava al seu germà Sahib, però el nomenament va recaure en Shah Ali de Kassímov. El 1519 el khalgay Bahadur (Ahmad) va fer una incursió a Polònia arribant fins a Cracòvia i va derrotar a Constantí Ostroiski, fent sis mil presoners i matant encara un nombre més gran. El 1520 els notables de Kazan van enviar una ambaixada a Mehmed Giray de Crimea per demanar que enviés com a kan al seu germà Sahib Giray. Els ambaixadors van tornar a Kazan acompanyats de Sahib que fou proclamat kan (1521) sense trobar resistència. Shah Ali fou detingut junt al voivoda moscovita Karpov i a Basili Yurief, l'enviat del gran príncep; els mercaders russos foren espoliats i molts empresonats però cap fou assassinat; el mateix Sahib va agafar sota la seva protecció al kan deposat i el va deixar marxar poc després a Moscou amb les seves dones i cavalls i un guia.
El 1521 el sultà Solimà I el Magnífic el va cridar per participar en una campanya contra Hongria i va refusar acudir, i al seu lloc va fer una expedició a Moscou. Tot i així el 1522 Basili III de Moscou va enviar a un ambaixador de nom Maumof per ajustar la pau a lo que el kan va estar conforme.
Tot seguit va fer una campanya a Astracan. Hussein Khan va haver de fugir i Astracan fou ocupada, reunint així Mehmet I Giray a les seves mans, encara que breument (i per kans interposats a Kazan i Astracan), la major part del que havia estat la Gran Horda. Hussein estava aliat a Rússia i va anar a demanar ajut a Moscou. Mehmed havia actuar aliat a Mamai Khan dels nogais que volien expulsar al candidat moscovita del tron del kanat d'Astracan, però ràpidament Mehmed va perdre el suport de la noblesa a causa de la seva brutalitat i els nogais van canviar de bàndol i van començar a conspirar.
Va morir assassinat a la seva tenda el 1523 en el curs del complot dels nogais, quan tenia 58 anys. El seu fill Bahadur va morir al mateix temps. Els criemans foren expulsats i perseguits fins al Don. Fos dels fills de Mehmed amb uns 50 prínceps més, van poder retornar a Crimea perseguits fins allí pels nogais. Una força local i el reforç dels geníssers otomans va salvar el kanat; al mateix temps el hetman dels cosacs de Dnieper o Zaporoges va atacar la fortalesa d'Otxàkiv i la va saquejar.
Mehmed Giray deixava quatre fills (Baba Giray, Ghazi Giray, Islam Giray i Uzbeg Giray). El va succeir el seu fill Ğazı I Giray. Va encunyar moneda a Krim, Kaffa i Baghchisaray.